# Uroderma magnirostrum
Uroderma magnirostrum е вид прилеп от семейство Американски листоноси прилепи (Phyllostomidae). Видът не е застрашен от изчезване.

## Разпространение и местообитание
Разпространен е в Боливия, Бразилия, Венецуела, Гватемала, Гвиана, Еквадор, Колумбия, Мексико, Никарагуа, Панама, Перу, Салвадор и Хондурас.
Обитава гористи местности, пустинни области и места със суха почва.

## Описание
Теглото им е около 17,3 g.
Популацията на вида е стабилна.